# Primera División Uruguaya 1928
Il campionato era formato da sedici squadre e il Peñarol vinse il titolo.

## Classifica finale
| Pos. | Squadra              | G  | V  | N  | P  | GF | GS | Punti |
| ---- | -------------------- | -- | -- | -- | -- | -- | -- | ----- |
| 1    | Peñarol              | 30 | 20 | 5  | 5  | 66 | 22 | 45    |
| 2    | Rampla Juniors       | 30 | 15 | 7  | 8  | 44 | 24 | 37    |
| 3    | Nacional             | 30 | 12 | 11 | 7  | 40 | 26 | 35    |
| 4    | Cerro                | 30 | 11 | 12 | 7  | 32 | 33 | 34    |
| 5    | Sud América          | 30 | 11 | 11 | 8  | 28 | 21 | 33    |
| 6    | Defensor             | 30 | 12 | 8  | 10 | 36 | 32 | 32    |
| 7    | Capurro              | 30 | 11 | 10 | 9  | 30 | 33 | 32    |
| 8    | Misiones             | 30 | 11 | 9  | 10 | 36 | 35 | 31    |
| 9    | Bella Vista          | 30 | 11 | 8  | 11 | 35 | 34 | 30    |
| 10   | Colón                | 30 | 10 | 9  | 11 | 33 | 43 | 29    |
| 11   | Montevideo Wanderers | 30 | 9  | 10 | 11 | 25 | 29 | 28    |
| 12   | Olimpia              | 30 | 9  | 10 | 11 | 31 | 44 | 28    |
| 13   | Liverpool            | 30 | 8  | 10 | 12 | 30 | 34 | 26    |
| 14   | Uruguay              | 30 | 7  | 7  | 16 | 31 | 53 | 21    |
| 15   | Racing Montevideo    | 30 | 7  | 6  | 17 | 33 | 49 | 20    |
| 16   | Lito                 | 30 | 5  | 9  | 16 | 32 | 50 | 19    |

G = Partite giocate; V = Vittorie; N = Nulle/Pareggi; P = Perse; GF = Goal fatti; GS = Goal subiti; 